# Queer

Steagul Queer pride

Queer ['kwɪə(ɹ)] este un cuvânt englezesc care înseamnă „ciudat”. În ultimele decenii a devenit un termen colectiv pentru minorități sexuale și pentru comunități cu practici sexuale considerate non-normative. Termenul este deseori folosit și în alte limbi, precum româna. În limba română, sintagma minorități sexuale are un înțeles similar cu cel al cuvântului „queer”.
Termenul queer este diferit de LGBT, care se referă doar la persoane lesbiene, gay, bisexuale și transgen. Queer cuprinde nu doar aceste grupe, dar și persoane intersexuale, pangen și heterosexuali cu practici sexuale considerate non-normative, precum sadomasochism, fetiș, etc. Însă fără a cuprinde parafiliile. În acest sens, "queer" poate fi folosit pentru a se referi la toate persoanele care nu se conformă structurii heteronormative-cisgen.
Teoria queer este o ramură a filozofiei și a teoriei critice care investighează structurile de gen și sexualitate în societate și rolul persoanelor queer.